# Consejo Nacional de la Magistratura (Perú)
El Consejo Nacional de la Magistratura o CNM fue un organismo constitucional autónomo de la República del Perú cuya principal función era la de seleccionar, nombrar, ratificar y destituir a los magistrados (jueces y fiscales) del país. En el año 2018 sus funciones fueron suspendidas como consecuencia del caso CNM Audios, siendo formalmente disuelto en 2019 y reemplazado por la Junta Nacional de Justicia.

## Historia

### Antecedentes
La Constitución de 1979 creó un órgano denominado Consejo Nacional de la Magistratura cuya función principal era el formular las propuestas para el nombramiento de los magistrados de la Corte Suprema y de las Cortes Superiores ante el presidente de la República, que era quien finalmente realizaba la designación con cargo a su ratificación por el Senado. Para las propuestas de magistrados de Primera Instancia y demás cargos de inferior jerarquía actuaba un Consejo Distrital de la Magistratura en cada sede de Corte, presidido por el Fiscal más antiguo de la Corte y dos representantes elegidos por el Colegio de Abogados de la jurisdicción. Este Consejo Nacional de la Magistratura estaba compuesto por siete miembros: El Fiscal de la Nación que lo presidía; Dos Representantes de la Corte Suprema; Un Representante de la Federación Nacional del Colegio de Abogados del Perú; un Representante del Colegio de Abogados de Lima y Dos Representantes de las Facultades de Derecho de la República.
Este sistema dejó de existir como consecuencia del autogolpe de 1992 llevado a cabo por el entonces presidente Alberto Fujimori y la posterior dación de una nueva constitución.

### Creación
La Constitución de 1993, aunque nominalmente mantuvo al Consejo Nacional de la Magistratura como órgano integrante del sistema de justicia, realizó una completa reformulación de su rol constitucional, otorgándole el poder de seleccionar, nombrar, ratificar y destituir directamente a los magistrados del país. Es decir, ya no sería necesario enviar una terna al Poder Ejecutivo, sino que el propio consejo se encargaría de seleccionar al ganador de cada concurso e, incluso, de extenderle el título oficial que lo acredite como juez o fiscal, no siendo necesaria la ratificación de los vocales y fiscales supremos por el Congreso. Con este esquema se tuvo por finalidad eliminar toda injerencia de carácter político de los otros poderes del Estado. Asimismo, a diferencia de la Constitución de 1979, el Consejo como órgano es único, eliminándose la dicotomía entre Consejo Nacional y consejos distritales.
El Consejo Nacional de la Magistratura, tal y como fue diseñado por la Constitución de 1993, fue finalmente creado mediante la Ley N° 26397 - Ley Orgánica del Consejo Nacional de la Magistratura del 25 de noviembre de 1994, norma de desarrollo constitucional que estableció de manera específica su estructura interna y funciones.

### Caso Audios CNM
En julio del año 2018, los miembros del Consejo Nacional de la Magistratura fueron vinculados a actos de tráfico de influencias y corrupción como corolario de la difusión de los llamados CNM Audios por parte de IDL Reporteros, donde también aparecen involucrados jueces de la Corte Suprema y de la Corte Superior de Justicia del Callao. Como consecuencia de ello, el 10 de julio de 2018 la Junta de Portavoces del Congreso acordó encargar a la Comisión de Justicia el análisis sobre la aplicación el artículo 157° de la Constitución (artículo que permite al Congreso la remoción de los miembros del Consejo por causa grave).  El 17 de julio de 2018, el presidente de la República Martín Vizcarra convocó para el 20 de julio de 2018 a una legislatura extraordinaria del Congreso con la finalidad de que se debata la remoción de todos los miembros del Consejo apelando al artículo 157° de la Constitución, siendo aceptado el pedido por la Junta de Portavoces del Congreso. La remoción fue aprobada por el Congreso con 118 votos a favor, ningún voto en contra ni tampoco abstenciones a los consejeros Orlando Velásquez, Iván Noguera, Julio Gutiérrez Pebe, Baltazar Morales, Hebert Marcelo Cubas, Guido Águila y Maritza Aragón.

### Reforma constitucional y disolución del CNM
Como consecuencia de los actos irregulares hechos públicos mediante los CNM Audios y la ulterior destitución de todos los miembros del Consejo, el presidente de la República Martín Vizcarra remitió al Congreso una propuesta de reforma de la constitución con la finalidad de modificar el sistema de designación y evaluación de magistrados, lo que suponía la sustitución del Consejo por un nuevo organismo. El 18 de septiembre de 2018 el Congreso de la República aprobó la ley de reforma constitucional que recogió la propuesta del Poder Ejecutivo, la cual fue luego ratificada por la población en el referéndum del 9 de diciembre de 2018.
Con la reforma aprobada y promulgada el 9 de enero de 2019, el Consejo Nacional de la Magistratura dejó de existir y fue sustituido por la Junta Nacional de Justicia.

## Funciones
Las funciones principales de este organismo eran las de fortalecer el sistema de administración de justicia, nombrando y ratificando a jueces y fiscales, así como destituyéndolos en caso de responsabilidad funcional o corrupción; nombrar al Jefe de la Oficina Nacional de Procesos Electorales (ONPE) y nombrar al Jefe del Registro Nacional de Identificación y Estado Civil (RENIEC).

Este Organismo, independiente por mandato constitucional, tiene la muy alta y delicada misión de seleccionar, nombrar y periódicamente ratificar a jueces y fiscales sólidamente probos, independientes, provistos de irreductibles valores éticos y morales, idóneos para garantizar la plena vigencia de los derechos de la persona y el respeto a su dignidad, a través de una correcta administración de justicia. Actualmente se encuentra en el ojo de la tormenta y con una enorme pérdida de credibilidad, por unos audios, donde algunos de sus integrantes participan en actos de corrupción.
Portal web del Consejo Nacional de la Magistratura.

## Composición
La Constitución de 1993 determinó que los miembros integrantes del Consejo fueran designados de la siguiente manera: Uno elegido por la Corte Suprema, uno elegido por la junta de Fiscales Supremos, uno por los Colegios de Abogados del país, dos por los demás Colegios Profesionales, uno por los rectores de las universidades nacionales y uno por los rectores de las universidades privadas. Adicionalmente, la Constitución permitía al Consejo Nacional de la Magistratura ampliar su número a nueve miembros, con los dos miembros adicionales elegidos por el mismo órgano, aunque esto último nunca ocurrió.
En julio de 2018 todos los integrantes del Consejo fueron destituidos por el Congreso de la República como consecuencia de los actos de corrupción conocidos por medio de los llamados CNM Audios.

### Miembros del Consejo
| Miembro del Consejo                    | Periodo   | Designado por              | Presidencia del CNM |
| -------------------------------------- | --------- | -------------------------- | ------------------- |
| Carlos Montoya Anguerry                | 1995-1998 | Corte Suprema de Justicia  | 1995-1997           |
| Florencio Mixán Mass                   | 1995-1998 | Junta de Fiscales Supremos |                     |
| Carlos Parodi Remón                    | 1995-1998 | Colegios de Abogados       | 1998                |
| José Neyra Rojas                       | 1995-1998 | Colegios Profesionales     |                     |
| María Teresa Moya de Rojas             | 1995-1998 | Colegios Profesionales     |                     |
| Roger Rodríguez Iturri                 | 1995-1998 | Universidades Privadas     | 1997-1998           |
| Enrique Riva López                     | 1995-1998 | Universidades Nacionales   |                     |
| Carlos Eduardo Hermoza Moya            | 1998-2000 | Corte Suprema de Justicia  | 1999-2001           |
| Faustino Luna Farfán                   | 1998-2000 | Colegios de Abogados       | 1998-1999           |
| Emma Bustamente Contreras              | 1998-2000 | Colegios Profesionales     |                     |
| Carlos Chacón Galindo                  | 1998-2000 | Universidades Nacionales   |                     |
| Alfredo Lozada Núñez                   | 1998-2000 | Universidades Privadas     |                     |
| Armenio Chávez Paz                     | 1998-2000 | Colegios Profesionales     |                     |
| Jorge Castañeda Maldonado              | 1998-2000 | Junta de Fiscales Supremos |                     |
| Fermín Chunga Chávez                   | 2000-2005 | Colegios de Abogados       |                     |
| Jorge Lozada Stanbury                  | 2000-2005 | Colegios Profesionales     | 2005                |
| Luis Flores Paredes                    | 2000-2005 | Colegios Profesionales     |                     |
| Teófilo Idrogo Delgado                 | 2000-2005 | Universidades Privadas     | 2003-2004           |
| Daniel Caballero Cisneros              | 2001-2006 | Junta de Fiscales Supremos | 2005-2006           |
| Jorge Ángulo Ibérico                   | 2000-2005 | Universidades Nacionales   | 2001-2002           |
| Ricardo La Hoz Lora                    | 2001-2006 | Corte Suprema de Justicia  | 2002-2003           |
| Maximiliano Cárdenas Díaz              | 2005-2010 | Colegios Profesionales     | 2007-2008           |
| Francisco Delgado de la Flor Badaracco | 2005-2010 | Universidades Privadas     | 2006-2007           |
| Edwin Vega Gallo                       | 2005-2010 | Universidades Nacionales   |                     |
| Aníbal Torres Vásquez                  | 2005-2010 | Colegios de Abogados       |                     |
| Carlos Mansilla Gardella               | 2006-2011 | Junta de Fiscales Supremos |                     |
| Edmundo Peláez Bardales                | 2006-2011 | Corte Suprema de Justicia  | 2009-2010           |
| Efraín Javier Anaya Cárdenas           | 2005-2010 | Colegios Profesionales     |                     |
| Javier Piqué del Pozo                  | 2010      | Colegios Profesionales     |                     |
| Gonzalo García Núñez                   | 2010-2015 | Colegios Profesionales     | 2011-2012           |
| Luz Marina Guzmán Díaz                 | 2010-2015 | Colegios Profesionales     |                     |
| Pablo Talavera Elguera                 | 2011-2016 | Corte Suprema de Justicia  | 2014-2015           |
| Luis Maezono Yamashita                 | 2010-2015 | Universidades Nacionales   |                     |
| Gastón Soto Vallenas                   | 2010-2015 | Universidades Privadas     | 2012-2013           |
| Vladimir Paz de la Barra               | 2010-2014 | Colegios de Abogados       |                     |
| Máximo Herrera Bonilla                 | 2011-2016 | Junta de Fiscales Supremos | 2013-2014           |
| Orlando Velásquez Benites              | 2015-2018 | Universidades Nacionales   | 2017-2018           |
| Sergio Iván Noguera Ramos              | 2015-2018 | Universidades Privadas     |                     |
| Julio Gutiérrez Pebe                   | 2015-2018 | Colegios Profesionales     |                     |
| Segundo Baltazar Morales Parraguez     | 2016-2018 | Corte Suprema de Justicia  |                     |
| Alfredo Quispe Pariona                 | 2015      | Colegios Profesionales     |                     |
| Herbert Marcelo Cubas                  | 2015-2018 | Colegios Profesionales     |                     |
| Guido Águila Grados                    | 2015-2018 | Colegios de Abogados       | 2015-2016           |
| Elsa Maritza Aragón Hermoza            | 2016-2018 | Junta de Fiscales Supremos |                     |